# Секст Помпей (правник)
Секст Помпей Вірдо́кт (лат. Sextus Pompeius Virdoctus,? — після 89 до н. е.) — правник, філософ-стоїк, вчений та військовик часів Римської республіки. Когномен «Вірдокт» означає «перший свого роду».

## Життєпис
Походив з роду Помпеїв. Син Секста Помпея, претора 119 року до н. е. Замолоду не мав схильності до політичних справ, більше захоплювався філософією, стоїцизмом, вивчав геометрію. Його знанню юриспруденції дав високу оцінку Марк Туллій Цицерон. Проте жодної праці Помпея з права не збереглося. Ймовірно він був більш практиком та коментарем, роз'яснюючи ситуації.
У 89 році до н. е. долучився до участі у Союзницькій війні, де став одним з очільником військового штабу свого старшого брата Гнея Помпея Страбона при облозі Аускула. Про подальшу долю Секста Помпея Вірдокта немає відомостей.

## Родина
Сини:
- Секст Помпей
- Квінт Помпей